# Ralf Lübke
Ralf Lübke (* 17. Juni 1965 in Mülheim an der Ruhr) ist ein ehemaliger deutscher Leichtathlet und Olympiamedaillengewinner.
Seine große Stärke lag auf der 200-Meter-Strecke. 1983 lief er überraschend einen Hallenweltrekord über diese Strecke, den er aber nach wenigen Tagen an Pietro Mennea verlor. Bis 1983 startete er für den Mülheimer Sportverein Dümptener TV, ab 1984 für die LG Bayer Leverkusen.
Lübke startete bei den Olympischen Spielen 1984 (5. über 200 Meter; 5. mit der 4-mal-100-Meter-Staffel; über 100 Meter im VL ausgeschieden) und 1988 (Bronze mit der 4-mal-400-Meter-Staffel; über 200 Meter im Halbfinale ausgeschieden).
Er arbeitet heute bei Bayer in Südamerika.

## Erfolge
- 1983–1986 – Deutscher Meister Leichtathletik 200 m
- 1983 – Hallenweltrekord 200 m – 20,77 s
- 1984 – deutscher Hallenrekord 200 m – 20,57 s (erst 2005 gebrochen durch Tobias Unger)
- 1984 – Teilnahme an den Olympischen Spielen in Los Angeles
- 1988 – Bronzemedaille mit der 4 × 400-m-Staffel bei den Olympischen Spielen in Seoul

Ralf Lübke hatte bei einer Größe von 1,92 m ein Wettkampfgewicht von 82 kg.